# روبرت گروارت
روبرت گروارت (انگلیسی: Robert Gerwarth؛ زادهٔ ۱۲ فوریهٔ ۱۹۷۶) تاریخ‌نگار، مؤلف و استاد دانشگاه اهل آلمان است. 
تخصص وی تاریخ اروپا با تمرکز بر تاریخ آلمان است. وی پس از گذراندن دورهٔ پسا دکترای خود در دانشگاه آکسفورد، دوره‌های فوق‌دکترای مشابهی در دانشگاه پرینستون، دانشگاه هاروارد، نیود هلند و مؤسسهٔ مطالعات پیشرفته دانشگاه استرالیای غربی گذراند. وی هم‌اکنون استاد یونیورسیتی کالج دوبلین (UCD) در ایرلند و مدیر مرکز مطالعات جنگ این دانشگاه است.
روبرت گروارت دانش‌اموختهٔ رشتهٔ تاریخ و سیاست در دانشگاه هومبولت برلین و در سال ۲۰۰۰ از این دانشگاه مدرک کارشناسی ارشد خود را دریافت داشت. سپس برای گذراندن دورهٔ دکترا به دانشگاه آکسفورد رفت. وی پژوهش‌های مبسوطی دربارهٔ راینهارت هایدریش انجام داده و کتابی دربارهٔ او نگاشته‌است. گروارت با رد چند افسانهٔ ساختگی در مورد هایدریش، ثابت کرد که هایدریش یهودی نبوده و نسبتاً دیر به عضویت حزب نازی درآمد.